# Shirley Cawley
Pour les articles homonymes, voir Cawley.
Shirley Cawley (née le 26 avril 1932 à Croydon) est une athlète britannique, spécialiste du saut en longueur.

## Carrière
Sélectionnée pour les Jeux olympiques de 1952, à Helsinki, Sheila Lerwill se classe troisième du concours de la longueur avec un saut à 5,92 m, s'inclinant finalement face à la Néo-Zélandaise Yvette Williams et la Russe Aleksandra Chudina. 

### Palmarès
| Date | Compétition     | Lieu     | Résultat | Marque |
| ---- | --------------- | -------- | -------- | ------ |
| 1952 | Jeux olympiques | Helsinki | 3e       | 5,92 m |

### Records
| Épreuve          | Performance | Lieu     | Date |
| ---------------- | ----------- | -------- | ---- |
| Saut en longueur | 5,92 m      | Helsinki | 1952 |